# Una vida (pel·lícula de 2016)
Una vida, títol original en francès Une vie, és una pel·lícula franco-belga de 2016 dirigida per Stéphane Brizé adaptant la novel·la homònima de Guy de Maupassant publicada el 1883. Va estar doblada i subtitulada en català.
El film va ser seleccionat per competir per al Lleó d'Or al 73è Festival Internacional de Cinema de Venècia on va guanyar el premi FIPRESCI a la millor pel·lícula en concurs.

## Argument
Normandia, 1819. Jeanne és una noia jove, innocent i plena de somnis infantils, quan torna a casa després d'estudiar en un convent. Però després de casar-se amb un home de poble, la seva vida dona un gir i les seves il·lusions es trenquen.

## Repartiment
- Judith Chemla: Jeanne du Perthuis des Vauds
- Jean-Pierre Darroussin: Simon-Jacques Le Perthuis des Vauds
- Yolande Moreau: Adélaïde Le Perthuis des Vauds
- Swann Arlaud: Julien de Lamare
- Nina Meurisse: Rosalie
- Finnegan Oldfield: Paul de Lamare
- Clotilde Hesme: Gilberte de Fourville